# 조스 휘던
조지프 힐 "조스" 휘던(영어: Joseph Hill "Joss" Whedon, 1964년 6월 23일 ~ )은 미국의 영화각본가, 영화 감독, 영화 제작자, 만화책 작가, 작곡가. 뉴욕 출생이며, 윈체스터 칼리지를 졸업하고 웨슬리언 대학교에 입학하여 1987년에 졸업하였다.

## 작품 목록

### 영화
- 세레니티 (2005)
- 어벤저스 (2012)
- 헛소동 (2012)
- 어벤져스: 에이지 오브 울트론 (2015)
- 저스티스 리그 (2017)
- 토이스토리 (영화)

### 텔레비전
- 뱀파이어 해결사 (1997-2003)
- 엔젤 (1999-2004)
- 파이어플라이 (2002)
- 돌하우스 (2009-2010)
- 에이전트 오브 쉴드 (2013-현재)